# Ciconiopsis antarctica
Ciconiopsis antarctica — викопний вид птахів ряду Лелекоподібні (Ciconiiformes), що існував в олігоцені. Скам'янілі рештки знайдені у відкладенях формації Дезеадо в Аргентині. Голотип складається лише з однієї кістки carpometacarpus з лівого крила птаха.